# The Piper at the Gates of Dawn
The Piper at the Gates of Dawn – pierwszy album brytyjskiej grupy rockowej Pink Floyd z 1967 roku.

## Historia
Płytę nagrano w 1967 roku w EMI Abbey Road Studios w Londynie, a ukazała się 5 sierpnia tego samego roku. Produkcją kierował Norman Smith, całość zrealizował Peter Bown, a zdjęcia na okładkę wykonał Vic Singh. Tytuł albumu został zaczerpnięty z książki Kennetha Grahama Wind in the willows (w Polsce znanej w tłumaczeniu Marii Godlewskiej pod tytułem O czym szumią wierzby), w której jeden z rozdziałów nosił taki właśnie tytuł (pol. tłum. Głos piszczałki o świcie). Album przez siedem tygodni znajdował się na liście 20 najlepiej sprzedających się płyt w Wielkiej Brytanii, docierając najwyżej na szóste miejsce. Po wydaniu płyty i krótkich wakacjach, 13 września Pink Floyd wyjechali w trasę koncertową, rozpoczynając od występów w Kopenhadze, następnie w Irlandii, po czym nastąpiło krótkie tournée po Wielkiej Brytanii na przełomie września i października. 12 października zespół wystąpił w Oude Ahoy Club w Rotterdamie. Całość występu została zarejestrowana przez bootlegerów. W wersji CD materiał ten ukazał się w 1989 roku wydany przez włoską firmę „Bulldog”.
Po serii koncertów w Europie, 24 października Pink Floyd udali się w swą pierwszą podróż – tournée po Stanach Zjednoczonych.
Koncerty okazały się jednak całkowitym niepowodzeniem, a „Piper...” nie wszedł nawet do „TOP 100” magazynu „Billboard”. Wobec oczywistego niepowodzenia planowane koncerty zostały odwołane i zespół powrócił do Anglii.
W 2003 album został sklasyfikowany na 347. miejscu listy 500 albumów wszech czasów magazynu Rolling Stone.

## Lista utworów
| Nr  | Tytuł                                                  | Długość |
| --- | ------------------------------------------------------ | ------- |
| 1.  | „Astronomy Domine” (Barrett)                           | 4:12    |
| 2.  | „Lucifer Sam” (Barrett)                                | 3:07    |
| 3.  | „Matilda Mother” (Barrett)                             | 3:08    |
| 4.  | „Flaming” (Barrett)                                    | 2:46    |
| 5.  | „Pow R. Toc H.” (Barrett/Waters/Wright/Mason)          | 4:26    |
| 6.  | „Take Up Thy Stethoscope and Walk” (Waters)            | 3:05    |
| 7.  | „Interstellar Overdrive” (Barrett/Waters/Wright/Mason) | 9:41    |
| 8.  | „The Gnome” (Barrett)                                  | 2:13    |
| 9.  | „Chapter 24” (Barrett)                                 | 3:42    |
| 10. | „Scarecrow” (Barrett)                                  | 2:11    |
| 11. | „Bike” (Barrett)                                       | 3:21    |

## Lista utworów w wydaniu amerykańskim
| Nr | Tytuł                              | Długość |
| -- | ---------------------------------- | ------- |
| 1. | „See Emily Play”                   | 2:53    |
| 2. | „Pow R. Toc H.”                    | 4:26    |
| 3. | „Take Up Thy Stethoscope and Walk” | 3:05    |
| 4. | „Lucifer Sam”                      | 3:07    |
| 5. | „Matilda Mother”                   | 3:08    |
| 6. | „Scarecrow”                        | 2:11    |
| 7. | „The Gnome”                        | 2:13    |
| 8. | „Chapter 24”                       | 3:42    |
| 9. | „Interstellar Overdrive”           | 9:41    |

## Twórcy
1. Syd Barrett – śpiew, gitara
2. Nick Mason – perkusja
3. Roger Waters – śpiew, gitara basowa
4. Richard Wright – śpiew, instrumenty klawiszowe

## Pozycje na listach
| Lista | Kraj   | Pozycja |
| ----- | ------ | ------- |
| OLiS  | Polska | 38      |